# Guachipas
Guachipas é um município da província de Salta, na Argentina.